# Ophiogramma sanctiernesti
Ophiogramma sanctiernesti är en fjärilsart som beskrevs av Louis Beethoven Prout 1932. Ophiogramma sanctiernesti ingår i släktet Ophiogramma och familjen mätare. Inga underarter finns listade i Catalogue of Life.